# Mártély
Mártély es un pueblo húngaro perteneciente al distrito de Hódmezővásárhely en el condado de Csongrád, con una población en 2012 de 1359 habitantes.
Se conoce su existencia desde el año 1019. Fue donado por Esteban I de Hungría «el Santo» a la abadía de Zalavár.
Se ubica en la orilla oriental del río Tisza, en la periferia noroccidental de la capital distrital Hódmezővásárhely.